# Geografia de Antígua e Barbuda
Antígua e Barbuda é um estado insular no mar do Caribe, e a sua maior e mais populosa ilha é Antígua. A ilha de Barbuda, localizada a norte de Antígua, é a outra ilha principal. As ilhas têm um clima tropical, com temperaturas bastante constantes ao longo de todo o ano.
As ilhas são em geral baixas. O ponto mais elevado é o Monte Obama (antes chamado Pico Boggy), com 402 m de altitude. A principal cidade deste pequeno país é a capital, Saint John's, em Antígua. A maior cidade de Barbuda é Codrington.

## Localização
Localização - Antígua e Barbuda são ilhas caribenhas situadas entre o mar das Caraíbas e o Atlântico Norte, a leste-sueste de Porto Rico
Coordenadas geográficas - 17º 03' N, 61º 48' W
Referências cartográficas - América Central e Caraíbas

## Fronteiras
Área
- total - 442 km² (Antígua - 281 km²; Barbuda 161 km²)
- terra - 442 km²
- água - 0 km²
- nota - inclui a Redonda

Fronteiras terrestres - 0 km
Costa - 153 km

## Hidrografia
Reivindicações marítimas
- zona contígua - 24 milhas náuticas
- plataforma continental - 200 milhas náuticas ou até à orla do talude continental
- zona económica exclusiva - 200 milhas náuticas
- mar territorial - 12 milhas náuticas

## Clima
Clima - marítimo tropical; pequena variação sazonal de temperaturas

## Topografia
Terreno - basicamente ilhas baixas de pedra calcária ou coralíferas, com algumas áreas vulcânicas mais elevadas
Extremos de elevação
- ponto mais baixo: mar das Caraíbas - 0 m
- ponto mais elevado: monte Obama - 402 m

## Meio ambiente
Perigos naturais - Furacões e tempestades tropicais (de Julho a Outubro); secas periódicas
Ambiente - problemas atuais - a gestão da água — uma preocupação de primeira ordem devido a recursos naturais de água doce limitados — é prejudicada pelo desbaste da floresta para a agricultura, o que faz com que a precipitação escorra rapidamente
Ambiente - acordos internacionais
- é parte de
  - Biodiversidade
  - Mudanças Climáticas
  - Mudanças Climáticas - Protocolo de Kyoto
  - Desertificação
  - Espécies Ameaçadas
  - Modificação Ambiental
  - Resíduos Perigosos
  - Lei do Mar
  - Despejos Marinhos
  - Banimento de Ensaios Nucleares
  - Proteção da Camada de Ozono
  - Poluição Provocada por Navios
  - Caça à Baleia

- assinou mas não ratificou
  - nenhum dos acordos selecionados

## Outros dados
Recursos naturais - irrelevantes; o clima agradável favorece o turismo
Uso da terra
- terra arável - 18%
- cultivo permanente - 0%
- pastos permanentes - 9%
- florestas - 11%
- outros - 62% (estimativas de 1993)

Terra irrigada - ND km²